# Paul Reubens
Paul Reubens (født Paul Rubenfeld 27. august 1952, død 30. juli 2023) var en amerikansk skuespiller, kendt for rollen som Pee-wee Herman.

## Filmografi
- Pee-wee's Big Holiday (2016)
- Accidental Love (2015)
- Life During Wartime (2009)
- Blow (2001)
- Mystery Men (1999)
- Matilda (1996)
- Buffy the Vampire Slayer (1992)
- Tilbage til virkeligheden (1986)
- Pee-wee's Big Adventure (1985)